# Buccinum sandersoni
Buccinum sandersoni är en snäckart som beskrevs av Addison Emery Verrill 1882. Buccinum sandersoni ingår i släktet Buccinum och familjen valthornssnäckor. Inga underarter finns listade i Catalogue of Life.